# Jos de Wit
Jos de Wit (* 30. März 1939 in Kessel-Lo) ist ein ehemaliger belgischer Radrennfahrer.

## Sportliche Laufbahn
Jos de Wit war im Straßenradsport aktiv. Von 1962 bis 1965 war er Unabhängiger und Berufsfahrer. 1962 siegte er im Druivenkoers Overijse, 1963 im Omloop van Midden-Brabant. 1964 war er in der Ronde van Limburg erfolgreich. 1964 wurde er Dritter im Rennen Dwars door Vlaanderen hinter dem Sieger Piet van Est.
In den Rennen der Monumente des Radsports war der 19. Platz in der Flandern-Rundfahrt 1965 sein bestes Resultat.